# Sempronius (New York)
Sempronius è un comune degli Stati Uniti d'America, situato nello stato di New York, nella contea di Cayuga.